# Kellas (Écosse)
Kellas (gaélique écossais : Ceallais) est un village de Moray en Écosse. Il se situe approximativement à 5 km au nord-est de Dallas sur la route B9010. Le chat de Kellas est nommé d'après ce village.